# 沙针
沙针（学名：Osyris wightiana）为檀香科沙针属下的一个种。